# Leikanger
Leikanger város és község Norvégia nyugati Vestlandet földrajzi régiójában, Sogn og Fjordane megye közigazgatási székhelye a Sogne-fjord partján.

## Földrajz

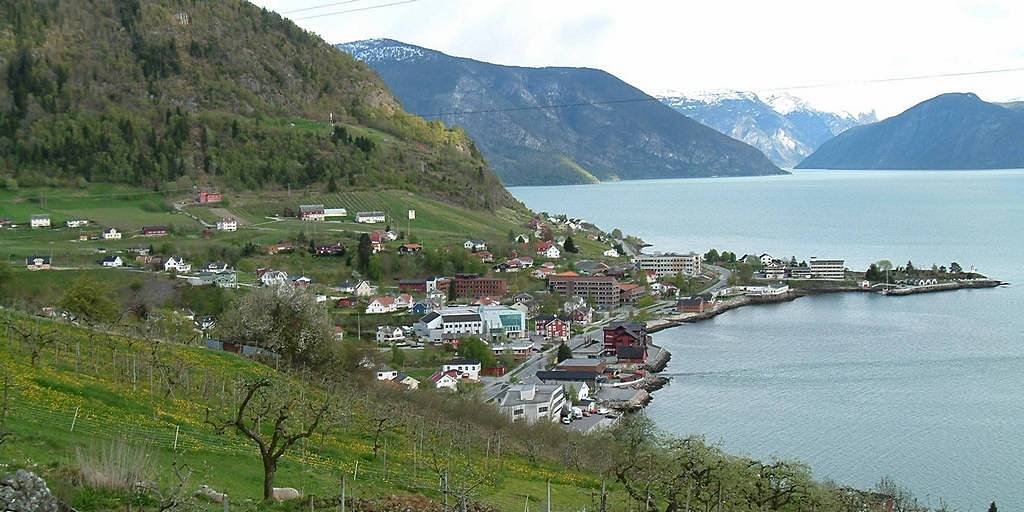
Hermansverk, Leikanger község része a Sogne-fjordnál

Területe 180 km², népessége mindössze 2179 (2008. január 1-jén).

## Történelem
A községet, illetve az alapját képező egyházközséget a régi Leikanger birtokról nevezték el (óészaki nyelven Leikvangir), mert ott épült az első templom. Összetett szó, leikr előtagjának jelentése „sportok, atlétika”, az utótag a „rét” jelentésű vangr többes száma.
1889-ig a Lekanger alakot használták.
Mint község 1838. január 1-jén jött létre (lásd: formannskapsdistrikt). 1850-ben leválasztották róla Balestrand községet. Leikangernek a Sogne-fjordtól délre eső részei 1992-ben Lærdal és Vik községekhez kerültek.
Címere 1963-ban született, almaágat ábrázol.

## Testvérvárosok
- Ribe, Dánia